# 山西兴安化工
山西北方兴安化学工业有限公司，前身为始建于1953年投产于1960年的山西兴安化学材料厂(国营245厂)，是中国第一个五年计划期间建设的156项重点项目之一。位于山西省太原市尖草坪区，现隶属于中国兵器工业集团公司。

## 产品
- 化工产品
- 金属制品
- 铝型材制品
- 塑料制品